# Federación de Asociaciones Scouts de España
La Federación de Asociaciones de Scouts de España (A.S.D.E.) est la fédération du scoutisme espagnol rassemblant des associations de différentes tendances confesionnelles. Elle est une des associations actuelles qui continuent le mouvement fondé en 1912 sous le nom « d'Exploradores de España - Boy-scouts españoles » par Teodoro Iradier y Herrero et Arturo Cuyás. Elle est membre de la Fédération Espagnole de Scoutisme
L'ASDE est membre fondateur de l'OMMS.
En 1940, à la fin de la guerre civile (1936-1939), les activités des associations membres furent suspendues, mais tolérées jusqu'en 1977 sous le nom de "Asociación Nacional de Exploradores de España (ANEDE)". En 1977, l'association est légalisée et prend son nom actuel.
La structure actuelle de l'ASDE est une fédération d'associacions scouts des différentes régions espagnoles (sauf Navarra et le Pays Vasque).

## Les membres
- Exploradores de Castilla y León
- Exploradores de Madrid
- Exploradores de Murcia
- Exploradores del Principado de Asturias
- Scouts de Andalucía
- Scouts de Aragón
- Scouts de Baleares
- Scouts de Canarias
- Scouts de Cantabria
- Scouts de Castilla - La Mancha
- Scouts de Ceuta
- Scouts de Extremadura
- Scouts de Galicia
- Scouts de La Rioja
- Scouts de Melilla
- Scouts Valencians